# Giuseppe Brandolini
Giuseppe Brandolini (Casa Nuova di Golferenzo, 18 gennaio 1945 – Casa Nuova di Golferenzo, 8 maggio 2014) è stato un paroliere e compositore italiano.

## Biografia
Personaggio riservato e autore per passione, trascorre la propria esistenza in un piccolo borgo immerso nel verde dei boschi e vigneti che caratterizzano le colline dell'Oltrepò Pavese. 
Mantiene con il proprio territorio un legame fortissimo, spesso evidente nei testi che accompagnano la sua produzione artistica. Lo stile dell'artista si colloca all'interno della musica popolare, con melodie influenzate in parte dai songwriters americani (Dylan, Cohen, Cash, ecc.) e in parte dalle canzoni tradizional-popolari dell'Italia Settentrionale. Molte delle sue canzoni sono un racconto delle sue esperienze di vita (Un argomento in meno, Dolce favola bambina).
Preferisce scrivere per altri cantanti piuttosto che esibirsi in pubblico in prima persona. 
Trova una discreta notorietà collaborando a diversi brani con il cantautore modenese Pierangelo Bertoli (Varsavia, Così, Voglia di libertà).

## Discografia parziale

### Album
1977- Esce il primo 33 giri del gruppo "OLIVA GESSI"; il disco, prodotto dalla Real Music, contiene 10 brani, con musiche di Giuseppe Brandolini e parole di Paolo Meriggi. Dal disco stesso vengono estrapolati 2 brani, Strada Notturna e Donne Grasse che finiscono in un 45 giri di discreto successo.
1980- Inizia la collaborazione con Pierangelo Bertoli con il brano I Poeti. L'autore amava ricordare il modo con il quale era iniziato il rapporto artistico con il cantautore modenese:
Negli anni successivi la collaborazione continua e produce le seguenti canzoni:
1983- Così (P.Bertoli-G.Brandolini).
1984- Varsavia (P.Bertoli-G.Brandolini) e Nel 2000 (P.Bertoli-G.Brandolini).
1985- Voglia di Libertà (P.Bertoli-G.Brandolini).
1987- Mamma Lisa (P.Bertoli-G.Brandolini) e Così Diversa (P.Bertoli-G.Brandolini).
1988- Tu Sei Lontana (P.Bertoli-G.Brandolini).
1989- Mio Figlio (P.Bertoli-G.Brandolini) e Voglio Vivere (P.Bertoli-G.Brandolini).
2005- Esce il CD TE DA DAMM. Inciso dal gruppo musicale FIOCCHI D'OLIVA, contiene 13 brani inediti di G.Brandolini.
2008- Il CD dal titolo I GIORNI MIGLIORI chiude la carriera musicale dell'Autore.

### Singoli
COSI' (P.Bertoli-G.Brandolini) - Canzone di apertura di molti concerti live di Bertoli.
VARSAVIA (P.Bertoli-G.Brandolini) - Canzone riferita ai moti insurrezionali polacchi, sorti in seguito alla repressione del governo di Jaruzelski, che alla fine del 1981, su indicazione del regime comunista sovietico, attuò un golpe militare proclamando lo stato di guerra ed instaurando il Consiglio Militare di Salute Nazionale Polacco.
VOGLIA DI LIBERTA’ (P.Bertoli-G.Brandolini) - Brano che esprime in sintesi la filosofia esistenziale degli autori.
I GIORNI MIGLIORI  (G. Brandolini) - Canzone considerata il testamento musicale dell'autore.